# Tatort: Borowski und der freie Fall
Borowski und der freie Fall ist ein Fernsehfilm aus der Krimireihe Tatort, der am 14. Oktober 2012 auf Das Erste ausgestrahlt wurde. Es handelt sich um die 846. Tatort-Folge. Der Kieler Hauptkommissar Klaus Borowski (Axel Milberg) ermittelt hier in seinem 20. Fall. Zur Seite steht ihm die Kommissarsanwärterin Sarah Brandt (Sibel Kekilli) in ihrem dritten Fall.

## Handlung
Während der Politiker Karl Martin von Treunau von einer politischen Veranstaltung nach Hause fährt, schaltet Ulla Jahn von ihrer Talkshow zu Tom Buhrow von den Tagesthemen um. Zuhause angekommen, schaut sich von Treunau die Nachrichten an, in denen vom Tod des Schriftstellers Dirk Sauerland berichtet wird. Sowohl bei von Treunau als auch bei Ulla Jahn, die noch im Studio ist, löst die Meldung vom Tod Sauerlands Betroffenheit aus. Inzwischen hat Kriminalhauptkommissar Klaus Borowski seine Ermittlungen im Todesfall Sauerland aufgenommen. Der Schriftsteller wurde tot auf seiner Yacht aufgefunden. Er starb an einer Gasvergiftung. Der Tote hat ein Hämatom am Kopf, das den ersten Untersuchungen zufolge vermutlich von einer Weinflasche stammt. Am Tatort gefundene Fotos will Borowski sich später anschauen. Als der Kommissar sich in Sauerlands Haus umsehen will, stößt er dort auf Martin von Treunau, der ihm erklärt, dass Sauerland ein Freund gewesen sei. Von Treunau äußert Borowski gegenüber, er habe das Gefühl, dass Fremde im Haus des Schriftstellers gewesen seien. Sauerland habe sich nach seiner Rückkehr aus Genf bedroht gefühlt, wieso und weshalb, wisse er nicht. Sarah Brandt hat inzwischen festgestellt, dass die Daten auf Sauerlands Computer professionell gelöscht worden sind. Im Zuge seiner Ermittlungen sucht Borowski Ulla Jahn auf. Sie ist die Ex-Frau von Sauerland. Erst vor kurzem hat sie ihrem geschiedenen Mann 150.000 Euro überwiesen. Ulla Jahn erzählt Borowski, dass sie gestern Abend im Studio gewesen sei und dass Dirk schwul gewesen und das der eigentliche Grund ihrer Trennung gewesen sei. Er habe sein Coming-out geplant.
Im Büro von Sauerland sind inzwischen Beamte des BND und nehmen Unterlagen mit. Sarah Brandt gegenüber äußern sie, dass es sich um militärische Verschlusssachen handele. Borowski sucht unterdessen eine Schwulenbar auf, wohin er von Treunau bestellt hat. Er sagt dem Politiker auf den Kopf zu, dass er schwul ist und der Freund von Sauerland gewesen sei. Von Treunau entgegnet, ob er verrückt sei und sich überhaupt vorstellen könne, welche ungeheure Sprengkraft eine solche Bemerkung hätte. Borowski weist darauf hin, dass ihm bei seinem Alibi die Stunde zwischen 17 Uhr, als er Luft schnappen wollte, und 18 Uhr, als er erst wieder gesehen wurde, fehlt. Im Zuge der weiteren Ermittlungen findet Borowski Fotos und weiteres Material vom Fall Uwe Barschel bei Sauerland. Borowski war seinerzeit in Ermittlungen im Fall Barschel involviert. Der Kommissar äußert zu Brandt, dass er eher Indizien für einen Selbstmord als für eine Verschwörung sehe. Sauerland sei alkoholkrank und wenig erfolgreich gewesen mit dem, was er schrieb, und außerdem schwul. Sarah Brandt sieht sich die Ermittlungsakten und weitere Ergebnisse im Fall Barschel noch einmal genauer an. Die Gerichtsmediziner hatten seinerzeit festgestellt, dass der Politiker an einer Medikamentenvergiftung starb. Brandt stellt sich die Frage, was damals wirklich in seinem Hotelzimmer geschah und ob Spuren beseitigt wurden. Von Ulla Jahn, die 1987 mit Sauerland zusammen in Genf war, will Borowski wissen, was Sauerland zu jener Zeit in Genf gewollt habe. Jahn erzählt ihm, dass sich im Oktober 1987 Waffenhändler in Genf getroffen hätten und ihr Mann darüber schreiben wollte.
Von Frau von Treunau erfahren die Beamten, dass ihr Mann seit über vier Jahren mit Dirk Sauerland liiert gewesen sei. Sie bittet, diese Informationen vertraulich zu behandeln, vor allem im Interesse ihrer Kinder. Gleichzeitig gibt sie ihrem Mann für die fragliche Stunde ein Alibi. Sie wären zusammen am Ufer des Sees spazieren gegangen. Borowski und Brandt reisen nach Genf und mieten sich im Hotel „Beau-Rivage“ ein, wo Barschel seinerzeit tot aufgefunden wurde. Der Kommissar will von einem Professor Leway wissen, was Dirk Sauerland mit dem Tod von Uwe Barschel zu tun habe. Leway soll ihm den Zusammenhang zwischen einem 1987 gelaufenen Waffendeal und Sauerlands Verstrickung in den Fall erklären. Der Professor erzählt, er sei seinerzeit Dolmetscher bei den Vereinten Nationen gewesen, und als Nebenverdienst habe er für einen ausländischen Geheimdienst übersetzt. Sauerland sei damals in Begleitung eines Fotografen gewesen, der eine winzige Kamera besessen habe und er habe beiden geholfen, an Bilder von Geheimagenten zu kommen. Er habe am Rande bei einem Gespräch eines Geheimdienstes gehört, dass Barschel zum Schweigen gebracht werden sollte, und zwar mit Geld oder mit Gewalt. Weiter lässt Leway Borowski wissen, dass Sauerland bei seinen Aufnahmen in Barschels Zimmer etwas gefunden habe. Dann steht er auf und lässt den überraschten Borowski wissen, dass er ihm alles erzähle, wenn er wieder in Deutschland und unter Personenschutz gestellt sei.
Entgegen Borowskis Order sieht sich Brandt derweil im Hotel in Genf um. Die seinerzeit durchgeführten Ermittlungen ergaben, dass in Barschels Zimmer eingebrochen und alle Daten auf seinem Computer gelöscht worden waren. Als Brandt zum Zimmer 317 kommt, wo der Politiker damals untergebracht war, ist Borowski schon drin. Brandt hat die Bilder, die bei Sauerland gefunden wurden, auf ihren Tablet-Computer überspielt, um im Hotel Vergleiche anzustellen. Borowski gegenüber äußert Brandt die Vermutung, dass man Barschel wahrscheinlich gezwungen habe, die Medikamente, die man bei seiner Obduktion gefunden habe, einzunehmen. Unwirsch erwidert Borowski daraufhin, dass sie Sauerlands und nicht Barschels Tod aufzuklären haben. Wieder in Deutschland befragt Borowski erneut Ulla Jahn. Sie erzählt ihm, dass Sauerland Barschel lediglich habe abfangen wollen. Wenn er irgendetwas über den wahren Tod Barschels gewusst hätte, dann hätte er ihr das nicht verheimlicht. Inzwischen geht durch die Nachrichten, dass Karl Martin von Treunau sich geoutet hat, nachdem sein „schwules Doppelleben“ durch die Medien ging, und von seinem Ministerposten zurückgetreten ist. Kurz darauf hat Ulla Jahn in ihrer Talkshow einen Disput mit von Treunau, den sie beschuldigt, die Firma Sauerland unterstützt zu haben, damit diese lukrative Aufträge bekam. Nachdem Ullas Sendung gelaufen ist, sagt ihr Tom Buhrow, dass ihre Talkshow soeben abgesetzt worden sei. Ab 12.00 Uhr ist von Treunaus Immunität aufgehoben. Borowski sucht ihn kurz danach auf und will wissen, warum er den Fotografen Cornelius Graf, der inzwischen tot aufgefunden wurde, angerufen habe. Von Treunau erzählt dem Kommissar, dass Dirk in letzter Zeit seltsam und geheimnisvoll gewesen sei und er mitbekommen habe, dass der Freund sich mit jemandem habe treffen wollen. Borowski fragt nach von Treunaus Alibi als Cornelius Graf totgefahren wurde. Der Ex-Politiker erwidert, dass er allein zu Hause gewesen sei. Auch den Spaziergang am See habe er allein gemacht. Er habe keine Zeugen. Borowski will, dass sie zusammen zum See fahren, wo er von Treunau wissen will, wie seine Beziehung zu Dirk gewesen sei. Von Treunau erzählt ihm, dass Dirk und er sich zwei Jahre nach der Scheidung von seiner Frau Ulla beim Segeln kennengelernt hätten, dann habe es noch zwei Jahre gedauert, bis es ernst zwischen ihnen geworden sei. Borowski äußert, dass Graf sie beide habe erpressen wollen, er habe von dem Auftrag gewusst, den von Treunau seinem Freund zugeschanzt habe, was mit seiner Tätigkeit als Abgeordneter unvereinbar gewesen sei. Als von Treunau Bilder aus einem Geheimversteck auf der Yacht nimmt, findet Borowski eine Kassette. Er bedeutet von Treunau, dass man danach lange gesucht habe.
Zusammen mit Brandt schaut Borowski sich den Film später an. Er ist mit einer kleinen versteckten Kamera aufgenommen worden. Jemand klopft an die Tür mit der Zimmernummer 317 und ein fragendes „Herr Barschel?“ ertönt. Die Person tritt ins Zimmer, läuft herum, sieht sich im Spiegel und nimmt einen Koffer aus dem Zimmer mit. Als Borowski später mit Professor Leway über Internet darüber spricht, sagt dieser ihm, dass Barschel zum Schweigen gebracht werden sollte. Im Koffer sei eine Summe von 10 Mio. US-Dollar gewesen und habe ihm bei seinen Überlegungen helfen sollen. Den Koffer habe Sauerland mitgenommen. Borowski ist sich sicher, dass Sauerland das Geld mit Jahn und Cornelius Graf geteilt hat. Jahn sei es auch gewesen, die von Treunau geoutet habe. Durch einen Zufall erfährt der Kommissar, dass die Sendung mit Jahn am Tattag gar keine Livesendung, sondern eine Aufzeichnung war. Als er Jahn mit seiner Theorie konfrontiert, ist sie völlig außer sich, dass Sauerland gerade jetzt mit seiner Geschichte über die Barschel-Affäre an die Öffentlichkeit gehen wollte. Damit hätte er ihr alles kaputtgemacht, was sie sich in jahrelanger Arbeit aufgebaut habe. Sie gibt zu, dass sie ihn auf seiner Yacht aufgesucht und ihm eine Weinflasche über den Kopf gehauen habe. Als er dann bewusstlos am Boden lag, sei ihr die Idee mit dem Gas gekommen. Dirk habe mit einer DNA-Analyse beweisen wollen, dass ein Mann in Barschels Zimmer gewesen sei (derjenige, der den Koffer dorthin gebracht habe). Borowski und Brandt stellen fest, dass auf ihren Computern sämtliche Daten gelöscht worden sind. Professor Leway, für den Borowski freies Geleit erbeten hatte, war nicht auf dem Flug. Seine Handynummer ergibt: kein Anschluss unter dieser Nummer. Leway hatte vor sechs Jahren in England eine völlig andere Version der Barschel-Geschichte erzählt. Eine Nachfrage bei der Uni Genf ergab, dass niemand etwas von einer Professur weiß. Borowski meint zu Sarah Brandt, dass sie ihn mit ihrem Jagdfieber angesteckt habe, und feixt dann: „Na ja, vielleicht werden wir ja eines Tages den Fall Barschel lösen.“

## Hintergrund
Gedreht wurde diese Tatort-Folge vom 19. April bis 23. Mai 2012 in Kiel und Umgebung sowie in Hamburg und Genf. Die Szene in der Kantine wurde im Studio Hamburg gedreht, das im Film gezeigte Studio von Ulla Jahn ist das Studio der Sendung Beckmann. Der Schauspieler Thomas Heinze äußerte im Interview, befragt zu diesem Krimi, „dass er selten ein so spannendes Drehbuch gelesen habe, er aber nicht glaube, dass sich zukünftig alle Tatort-Folgen an wahren Begebenheiten orientieren müssten.“ Arbeitstitel dieser Folge war: Tatort: Borowski und der blinde Passagier.
Borowski und der freie Fall beschäftigt sich auf fiktiver Ebene mit dem Tod von Uwe Barschel. Tagesthemen-Moderator Tom Buhrow ist in einem Gastauftritt als er selbst zu sehen. Barschels Witwe, Freya Barschel, kritisierte den Tatort, weil sie nicht um ihr Einverständnis zu einer Verfilmung gefragt worden war.
Uwe Barschel (1944–1987) war ein deutscher Politiker der CDU. Barschel war von 1982 bis 1987 Ministerpräsident von Schleswig-Holstein. Kurz nach seinem am 2. Oktober 1987 erfolgten Rücktritt wegen der sogenannten Barschel-Affäre, wurde er am 11. Oktober 1987 im Hotel Beau-Rivage in Genf tot aufgefunden, die Frage ob Mord oder Suizid konnte bis heute nicht geklärt werden.

## Rezeption

### Kritiken
„Es geht um einen toten Autor und im weiteren Sinne um den Tod von Uwe Barschel damals in Genf. Diese Idee verdient erstmal Respekt. Aber Borowski und Brandt tappen im neuen “Tatort” aus Kiel auf Holzfüßen durchs Panorama und sind kaum wiederzuerkennen. […] Es gibt noch schlechtere Tatorte. Was Besseres lässt sich über diesen hier nicht sagen.“

„Wie in ‚Borowski und der freie Fall‘ aber der reale Fall um den Untoten der deutschen Politik mit einem fiktiven Machtspiel verknüpft wird, wirkt über Strecken linkisch und spekulativ.“

Rainer Tittelbach von tittelbach.tv bescheinigte dieser Tatort-Folge guten Durchschnitt, weil selbst ein schwacher Borowski noch sehenswert sei.

„Der ‚Tatort – Borowski und der freie Fall‘ ist – was das Genre angeht – eine Ausnahme im Fernsehkrimi, der Film allerdings alles andere als ein Ausnahme-‚Tatort‘. Der Versuch, relativ gesicherte Tatsachen aus der Barschel-Affäre auf erfundene Personen zu projizieren, ist gut gelungen, das Ermittlerduo dagegen agiert zwischen wadenbeißerisch stereotyp (Borowski) bis peinlich (Brandt). Eoin Moore arbeitet mit Genre-Klischees & dramaturgischen Billig-Tricks. Dennoch: Selbst ein schwacher ‚Borowski‘ ist guter ‚Tatort‘-Durchschnitt.“

Thordes Herbst von Serienjunkies.de war der Meinung,

„dass Heinze eine großartige Wahl für die Rolle des Ministers [sei]. Sowohl in seiner Überheblichkeit als auch in seiner Wut [könne] er so überzeugen, dass seine Performance schon fast wieder zu plakativ wirk[e]. […] Der Krimi schaff[e] es, ohne Gewaltorgien, ein rundes und durch und durch spannendes Resultat zustande zu bringen, das durch den Realitätsbezug einen besonderen Reiz [innehabe].“ Fazit: „Ein weiterer ‚Tatort‘ aus Kiel, der sich das Prädikat sehenswert redlich verdient hat.“

TV Spielfilm vergab vier von fünf Sternen und vertrat die Ansicht:

„Kniffliger Fall mit Verschwörungstouch, […] , der den dubiosen Barschel-Tod streift.“

T-Online hielt den Kieler Tatort

„gerade dann für besonders stark, wenn er nicht direkt auf Barschel Bezug nahm, sondern vom traurigen Abgang eines fiktiven Politikers erzählte. […] Neben Heinze als von Treunau glänz[e] auch Marie-Lou Sellem als smarte Polittalkerin Ulla Jahn.“

Die Fernsehzeitschrift Hörzu urteilte:

„Packende Rekonstruktion eines Politskandals, packender Blick in die Vergangenheit.“ Gesamturteil: „Gelungen.“

Die Fernsehzeitschrift Gong vergab fünf von sechs Punkten, was dem Urteil sehr gut entspricht und meinte:

„Rund um den noch immer ungeklärten Todesfall Barschels strickten die Autoren eine fiktive, facettenreiche Geschichte.“ Fazit: „Dichter Polit-Krimi angelehnt an die X-Akte Barschel.“

### Einschaltquoten
Die Erstausstrahlung von Borowski und der freie Fall am 14. Oktober 2012 wurde in Deutschland von 8,23 Millionen Zuschauern gesehen und erreichte einen Marktanteil von 22,1 % für Das Erste; in der Gruppe der 14- bis 49-jährigen Zuschauer konnten 2,78 Millionen Zuschauer und ein Marktanteil von 17,9 % erreicht werden.